# Вучковица (Кнић)
Вучковица је насеље у Србији у општини Кнић у Шумадијском округу. Према попису из 2022. има 604 становника (према попису из 2011. било је 699 становника). Вучковица у центру насеља има цркву и основну школу "Вук Стефановић Караџић" (до четири разреда).

## Демографија
У насељу Вучковица живи 635 пунолетних становника, а просечна старост становништва износи 43,9 година (42,3 код мушкараца и 45,5 код жена). У насељу има 243 домаћинства, а просечан број чланова по домаћинству је 3,16.
Ово насеље је великим делом насељено Србима (према попису из 2002. године), а у последња три пописа, примећен је пад у броју становника.
|  |

| Демографија | Демографија | Демографија |
| Година      | Становника  | Становника  |
| ----------- | ----------- | ----------- |
| 1948.       | 1.173       |             |
| 1953.       | 1.113       |             |
| 1961.       | 1.103       |             |
| 1971.       | 999         |             |
| 1981.       | 872         |             |
| 1991.       | 863         | 831         |
| 2002.       | 769         | 774         |
| 2011.       | 699         |             |
| 2022.       | 604         |             |

| Етнички састав према попису из 2002.‍ | Етнички састав према попису из 2002.‍ | Етнички састав према попису из 2002.‍ | Етнички састав према попису из 2002.‍ | Етнички састав према попису из 2002.‍ |
| ------------------------------------ | ------------------------------------ | ------------------------------------ | ------------------------------------ | ------------------------------------ |
|                                      |                                      |                                      |                                      |                                      |
| Срби                                 | Срби                                 |                                      | 768                                  | 99,86%                               |
| непознато                            | непознато                            |                                      | 0                                    | 0,0%                                 |

| Година пописа     | 1948. | 1953. | 1961. | 1971. | 1981. | 1991. | 2002. |
| ----------------- | ----- | ----- | ----- | ----- | ----- | ----- | ----- |
| Број домаћинстава | 226   | 233   | 258   | 259   | 252   | 258   | 243   |

| Број чланова      | 1  | 2  | 3  | 4  | 5  | 6  | 7 | 8 | 9 | 10 и више | Просек |
| ----------------- | -- | -- | -- | -- | -- | -- | - | - | - | --------- | ------ |
| Број домаћинстава | 49 | 61 | 39 | 31 | 35 | 17 | 9 | 1 | 1 | 0         | 3,16   |

| Пол    | Укупно | Неожењен/Неудата | Ожењен/Удата | Удовац/Удовица | Разведен/Разведена | Непознато |
| ------ | ------ | ---------------- | ------------ | -------------- | ------------------ | --------- |
| Мушки  | 330    | 76               | 220          | 25             | 8                  | 1         |
| Женски | 325    | 40               | 213          | 69             | 3                  | 0         |
| УКУПНО | 655    | 116              | 433          | 94             | 11                 | 1         |

| Пол    | Укупно                    | Пољопривреда, лов и шумарство | Рибарство                            | Вађење руде и камена | Прерађивачка индустрија       |
| ------ | ------------------------- | ----------------------------- | ------------------------------------ | -------------------- | ----------------------------- |
| Мушки  | 201                       | 102                           | 0                                    | 0                    | 45                            |
| Женски | 166                       | 119                           | 0                                    | 0                    | 15                            |
| УКУПНО | 367                       | 221                           | 0                                    | 0                    | 60                            |
| Пол    | Производња и снабдевање   | Грађевинарство                | Трговина                             | Хотели и ресторани   | Саобраћај, складиштење и везе |
| Мушки  | 11                        | 5                             | 5                                    | 5                    | 14                            |
| Женски | 1                         | 1                             | 15                                   | 1                    | 1                             |
| УКУПНО | 12                        | 6                             | 20                                   | 6                    | 15                            |
| Пол    | Финансијско посредовање   | Некретнине                    | Државна управа и одбрана             | Образовање           | Здравствени и социјални рад   |
| Мушки  | 0                         | 3                             | 3                                    | 2                    | 5                             |
| Женски | 0                         | 0                             | 1                                    | 2                    | 7                             |
| УКУПНО | 0                         | 3                             | 4                                    | 4                    | 12                            |
| Пол    | Остале услужне активности | Приватна домаћинства          | Екстериторијалне организације и тела | Непознато            | Непознато                     |
| Мушки  | 1                         | 0                             | 0                                    | 0                    | 0                             |
| Женски | 1                         | 0                             | 0                                    | 2                    | 2                             |
| УКУПНО | 2                         | 0                             | 0                                    | 2                    | 2                             |

## Познате личности
- Тома Вучић Перишић